# Gilnockie Tower
Gilnockie Tower, ook wel Hollows Tower genoemd, is een zestiende-eeuws kasteel, 2,3 kilometer ten noorden van Canonbie gelegen bij Hollows in de Schotse regio Dumfries and Galloway.

## Geschiedenis
De eerste Gilnockie Tower was een kasteel van de clan Armstrong en werd in 1518 gebouwd. In 1523 werd vermoedelijk juist dit kasteel in brand gestoken door Lord Dacre, de Engelse Warden of the West March. De tweede, in de buurt gelegen Gilnockie Tower, die ook bekend werd onder de naam Hollows Tower, werd na deze gebeurtenis de belangrijkste versterking van de clan. Dit tweede kasteel stamt uit het midden van de zestiende eeuw.
In 1530 werd Johnnie Armstrong van Gilnockie met vijftig van zijn volgelingen zonder enig proces opgehangen door Jacobus V van Schotland, nadat hij Johnnie had uitgenodigd voor een jachtpartij. De reden dat de koning Johnnie oppakte, was dat hij de grensstreek onveilig maakte. In de ballade getiteld Johnnie Armstrong (opgenomen in de "Child Ballads") wordt deze gebeurtenis bezongen.
In 1979-1980 werd het kasteel van een nieuw dak voorzien door W.G. Dawson en werd het kasteel weer bewoonbaar gemaakt.

## Bouw
Gilnockie Tower is een rechthoekige woontoren van vier verdiepingen, een zolder en een borstwering, gelegen op een verhoging bij de rivier de Esk. De toren heeft een breedte van 10,2 meter in noord-zuidelijke richting en is 7,7 meter breed in oost-westelijke richting. De toegang tot de toren bevindt zich aan de westelijke zijde. In het kasteel bevindt zich bij de ingang, in de zuidwestelijke hoek, een wenteltrap. Vermoedelijk was er bij de toren ook een binnenplaats.

## Beheer
De Gilnockie Tower wordt beheerd door de Clan Armstrong. In het kasteel is het Clan Armstrong Centre gevestigd.